# Vorgartenstraße metróállomás
Vorgartenstraße egy metróállomás Bécsben a bécsi metró U1 vonalán.

## Szomszédos állomások
A metróállomáshoz az alábbi állomások vannak a legközelebb:
- Wien Praterstern
- Donauinsel

## Átszállási kapcsolatok
| U1 (Oberlaa ↔ Leopoldau) |                        |                         |
| Állomás                  | Átszállási kapcsolatok | Fontosabb létesítmények |
| Vorgartenstraße          | 11A, 11B               | Hajózási Központ        |